# Zeromondo
Zeromondo è una raccolta del cantautore italiano Renato Zero, pubblicata nel 2000.

## Tracce
1. Il cielo – 4:16
2. La favola mia – 4:21
3. Triangolo – 4:37
4. La trappola – 3:55
5. La tua idea – 3:21
6. Mi vendo – 4:17
7. No! Mamma, no! – 4:03
8. Inventi – 3:27
9. Madame – 3:45
10. Morire qui – 3:36
11. Sesso o esse – 4:23
12. Vivo – 3:55
13. Arrendermi mai – 4:28
14. Io uguale io – 3:59
15. Il carrozzone – 4:34
16. Grattacieli di sale – 3:24
17. Periferia – 4:22
18. Manichini – 3:22